# Liste der denkmalgeschützten Objekte in Rotenturm an der Pinka
Die Liste der denkmalgeschützten Objekte in Rotenturm an der Pinka enthält die 15 denkmalgeschützten, unbeweglichen Objekte der Gemeinde Rotenturm an der Pinka.

## Denkmäler
| Foto |                 | Denkmal                                                                         | Standort                                                            | Beschreibung | Metadaten |
| ---- | --------------- | ------------------------------------------------------------------------------- | ------------------------------------------------------------------- | --- | --- |
| ja   | Datei hochladen | Altes Gemeindeamt HERIS-ID: 12335 Objekt-ID: 8473                               | Graf Erdödy-Gasse 1 Standort KG: Rotenturm an der Pinka             | | BDA-Hist.: Q38127858 Status: § 2a Stand der BDA-Liste: 2025-06-30 Name: Altes Gemeindeamt GstNr.: 1231 Altes Gemeindeamt Rotenturm an der Pinka                             |
| ja   | Datei hochladen | Mariensäule HERIS-ID: 12329 Objekt-ID: 8467                                     | Hauptstraße Standort KG: Rotenturm an der Pinka                     | Die Mariensäule auf dem Hauptplatz stammt aus der 2. Hälfte des 17. Jahrhunderts. | BDA-Hist.: Q38127759 Status: § 2a Stand der BDA-Liste: 2025-06-30 Name: Mariensäule GstNr.: 973/1 Maria column, Rotenturm an der Pinka                                      |
| ja   | Datei hochladen | Figurenbildstock hl. Johannes Nepomuk HERIS-ID: 12330 Objekt-ID: 8468           | Hauptstraße (vor Zufahrt Nr. 1) Standort KG: Rotenturm an der Pinka | Der Bildstock des heiligen Johannes Nepomuk nahe der Pinka stammt aus der 1. Hälfte des 18. Jahrhunderts. Das Relief auf dem Sockel zeigt den Brückensturz des Heiligen. | BDA-Hist.: Q38127781 Status: § 2a Stand der BDA-Liste: 2025-06-30 Name: Figurenbildstock hl. Johannes Nepomuk GstNr.: 590 Statue of John of Nepomuk, Rotenturm an der Pinka |
| ja   | Datei hochladen | Kath. Pfarrkirche Allerheiligen HERIS-ID: 12327 Objekt-ID: 8465                 | Kirchengasse 18 Standort KG: Rotenturm an der Pinka                 | 1402 soll schon die erste Kirche gestanden sein. Laut Visitationsbericht vom März 1697 stand die Kirche auf einem Berghang zu Ehren Allerheiligen. Die Kirche hatte einen hölzernen Turm der mit Schindeln bedeckt war. 1759 ließ Graf Ludwig Erdődy die Kirche umbauen. Im Jahre 1819 wurde der Turm mit Hilfe der Herrschaft aus Stein neu aufgebaut. Von der barocken Einrichtung ist das Hochaltarbild Allerheiligen aus dem Jahr 1662 zu erwähnen. In der Kirche befindet sich noch eine lebensgroße Muttergottesstatue mit Kind. Diese ist besonders wertvoll, da sie aus Carrara-Marmor gefertigt wurde. Erwähnt ist weiters, dass heute unter der Kanzel der sogenannte „Budapester Königskrönungsstuhl“ aus dem Jahre 1916 steht. Auf ihm kniete der letzte ungarische König Karl IV. als er gekrönt wurde. | BDA-Hist.: Q25909656 Status: § 2a Stand der BDA-Liste: 2025-06-30 Name: Kath. Pfarrkirche Allerheiligen GstNr.: 1052 Katholische Pfarrkirche Rotenturm an der Pinka         |
| ja   | Datei hochladen | Graf Erdödyscher Friedhof HERIS-ID: 12331 Objekt-ID: 8469                       | bei Kirchengasse 18 Standort KG: Rotenturm an der Pinka             | | BDA-Hist.: Q38127800 Status: Bescheid Stand der BDA-Liste: 2025-06-30 Name: Graf Erdödyscher Friedhof GstNr.: 1051 Erdődy Cemetery                                          |
| ja   | Datei hochladen | Neues Schloss, Schloss Rotenturm mit Umfriedung HERIS-ID: 12324 Objekt-ID: 8462 | Schloßplatz 1 Standort KG: Rotenturm an der Pinka                   | Das Schloss wurde 1860–1862 im Auftrag von Stephan Graf Erdődy in den Formen des romantischen Historismus mit auffälliger roter Sichtziegelfassade und orientalisierenden Formen erbaut und gilt als eines der bedeutendsten Schlossbauwerke dieser Periode in Österreich. Es ersetzte zwei ältere Burgen aus dem 14. bzw. 17. Jahrhundert und ist von einem weitläufigen Schlosspark umgeben. Dieser hat eine Umfriedung, die sich stilistisch an die Burg anlehnt. | BDA-Hist.: Q990406 Status: Bescheid Stand der BDA-Liste: 2025-06-30 Name: Neues Schloss, Schloss Rotenturm mit Umfriedung GstNr.: 964, 963/1, 963/4 Schloss Rotenturm       |
| ja   | Datei hochladen | Aufbahrungshalle HERIS-ID: 12328 Objekt-ID: 8466                                | Standort KG: Rotenturm an der Pinka                                 | Die Einsegnungshalle mit rhythmisierter Wand nimmt durch rotes Sichtziegelmauerwerk Bezug auf das Schloss. Sie stammt aus den Jahren 1973–1976 von Heinrich Wolfgang Gimbel. | BDA-Hist.: Q38127729 Status: § 2a Stand der BDA-Liste: 2025-06-30 Name: Aufbahrungshalle GstNr.: 1053 Aufbahrungshalle Rotenturm an der Pinka                               |
| ja   | Datei hochladen | Evang. Pfarrkirche A.B. HERIS-ID: 12340 Objekt-ID: 8478                         | Siget in der Wart Standort KG: Siget in der Wart                    | Die einfache Pfarrkirche wurde 1792 bis 1794 erbaut und erhielt 1820 ihren Westturm mit Spitzhelm. Im gleichen Jahr wurde im Innenraum der klassizistische Kanzelaltar aufgestellt. | BDA-Hist.: Q33692536 Status: § 2a Stand der BDA-Liste: 2025-06-30 Name: Evang. Pfarrkirche A.B. GstNr.: 1 Evangelische Pfarrkirche Siget in der Wart                        |
| ja   | Datei hochladen | Wohnhaus HERIS-ID: 12345 Objekt-ID: 8483                                        | Kirchenstraße 7 Standort KG: Siget in der Wart                      | | BDA-Hist.: Q38128072 Status: § 2a Stand der BDA-Liste: 2025-06-30 Name: Wohnhaus GstNr.: 119                                                                                |
| ja   | Datei hochladen | Gasthaus Kirchenwirt HERIS-ID: 12346 Objekt-ID: 8484                            | Kirchenstraße 9 Standort KG: Siget in der Wart                      | | BDA-Hist.: Q38128131 Status: § 2a Stand der BDA-Liste: 2025-06-30 Name: Gasthaus Kirchenwirt GstNr.: 117 Gasthaus Kirchenwirt, Siget in der Wart                            |
| ja   | Datei hochladen | Evang. Volksschule HERIS-ID: 12342 Objekt-ID: 8480                              | Kirchenstraße 13 Standort KG: Siget in der Wart                     | Die Schule mit Giebelvorbau und Krüppelwalmdach wurde im 19. Jahrhundert errichtet. | BDA-Hist.: Q38127971 Status: § 2a Stand der BDA-Liste: 2025-06-30 Name: Evang. Volksschule GstNr.: 106 Kindergarten und Volksschule, Siget in der Wart                      |
| ja   | Datei hochladen | Evang. Pfarrhof HERIS-ID: 12343 Objekt-ID: 8481                                 | Kirchenstraße 16 Standort KG: Siget in der Wart                     | | BDA-Hist.: Q38128054 Status: § 2a Stand der BDA-Liste: 2025-06-30 Name: Evang. Pfarrhof GstNr.: 96                                                                          |
| ja   | Datei hochladen | Ehem. Bauernhaus HERIS-ID: 12344 Objekt-ID: 8482                                | Untertrumerstraße 22 Standort KG: Siget in der Wart                 | Das ehemalige Bauernhaus mit Hoflauben wurde restauriert und original eingerichtet. | BDA-Hist.: Q38128064 Status: Bescheid Stand der BDA-Liste: 2025-06-30 Name: Ehem. Bauernhaus GstNr.: 92                                                                     |
| ja   | Datei hochladen | Kath. Filialkirche hl. Ladislaus HERIS-ID: 12341 Objekt-ID: 8479                | Standort KG: Siget in der Wart                                      | Die Filialkirche steht auf dem Anger nahe der evangelischen Kirche. Er entspricht dem Typus einer romanischen Kleinkirche über verzogenem Grundriss. Das Schiff stammt aber wahrscheinlich erst aus dem 16. Jahrhundert. | BDA-Hist.: Q38127942 Status: § 2a Stand der BDA-Liste: 2025-06-30 Name: Kath. Filialkirche hl. Ladislaus GstNr.: 4 Katholische Filialkirche Siget in der Wart               |
| ja   | Datei hochladen | Kath. Filialkirche hl. Barbara HERIS-ID: 12337 Objekt-ID: 8475                  | Spitzzicken 24, bei Standort KG: Spitzzicken                        | Die einfache Kirche mit dreigeschoßigem Südturm steht auf dem Anger und wurde 1820/21 erbaut. Der Altar stammt aus der 2. Hälfte des 19. Jahrhunderts. | BDA-Hist.: Q38127870 Status: § 2a Stand der BDA-Liste: 2025-06-30 Name: Kath. Filialkirche hl. Barbara GstNr.: 1 Kath. Filialkirche hl. Barbara (Spitzzicken)               |